# Skrudaliena
Skrudaliena (ryska: Скрудалиена) är en ort i Lettland.   Den ligger i kommunen Daugavpils novads, i den sydöstra delen av landet, 210 km sydost om huvudstaden Riga. Skrudaliena ligger 180 meter över havet och antalet invånare är 186.
Terrängen runt Skrudaliena är huvudsakligen platt. Skrudaliena ligger uppe på en höjd. Runt Skrudaliena är det glesbefolkat, med 17 invånare per kvadratkilometer. Närmaste större samhälle är Daugavpils, 13,5 km nordväst om Skrudaliena. I omgivningarna runt Skrudaliena växer i huvudsak blandskog.